# NGC 1331
NGC 1331 é uma galáxia elíptica (E2) localizada na direcção da constelação de Eridanus. Possui uma declinação de -21° 21' 20" e uma ascensão recta de 3 horas, 26 minutos e 28,2 segundos.
A galáxia NGC 1331 foi descoberta em 19 de Dezembro de 1799 por William Herschel.